# مالکوم مک‌لارن
مالکوم رابرت اندرو مک لارن (انگلیسی: Malcolm Robert Andrew McLaren؛ ۲۲ ژانویه ۱۹۴۶ – ۸ آوریل ۲۰۱۰) هنرمند تجسمی، خواننده، ترانه‌سرا، نوازنده، طراح لباس و صاحب بوتیک بود که به دلیل ترکیب این فعالیت‌ها به شیوه‌ای مبتکرانه و تحریک‌آمیز مشهور بود. او بیشتر بعنوان مدیر گروه‌های نیویورک دالز و سکس پیستولز شناخته می‌شود.
مک لارن که پس از ترک خانه پدرش، پیتر، توسط مادربزرگش بزرگ شد، در تعدادی از کالج‌های هنری بریتانیا تحصیل کرد و موضع شورشی-اجتماعی را به سبک انقلابیون فرانسوی موقعیت‌گرایان اتخاذ کرد. مک لارن متوجه شد که سبک اعتراضی جدیدی برای دهه ۱۹۷۰ مورد نیاز است، [نیازمند منبع] و خود را در جنبش پانک درگیر کرد، که برای آن مدت‌ها را از بوتیک چلسی سکس، که با دوست دخترش ویوین وست‌وود اداره می‌کرد، تهیه کرد. مک لارن پس از یک دوره مشاوره به عروسک‌های نیویورک در ایالات متحده، سکس پیستولز را مدیریت کرد و برای آن، جانی روتن، خواننده نیهیلیست را به خدمت گرفت. موضوع یک رکورد بحث برانگیز، خداوند ملکه را حفظ کند که به طعنه جوبیلی ملکه در سال ۱۹۷۷ پرداخت، نمونه‌ای از تاکتیک‌های شوک مک‌لارن بود و او با دستگیری پس از یک سفر تبلیغاتی با قایق در خارج از ساختمان پارلمان، تبلیغاتی به دست آورد.